# アレチノギク
アレチノギク（荒地野菊、学名: Conyza bonariensis）は、キク科イズハハコ属の越年草または一年草。道端や荒れ地で見られる雑草。

## 特徴
秋に芽生え、ロゼットで越冬する。夏には30 - 50cm程度まで生長し、茎の上部に多数の花をつけるとそれ以上は成長せず、花の付かない横枝を伸ばす。横枝は花枝より高く伸びる傾向がある。
花はずんぐりした樽型の頭状花で、長さ5mm程度。舌状花は目立たず花弁がない花に見える。
葉・茎とも短毛が寝て生える。根生葉は羽状に裂け、茎葉は鋸歯がほとんどなく、線形。
果実は痩果で白色の冠毛をつける。

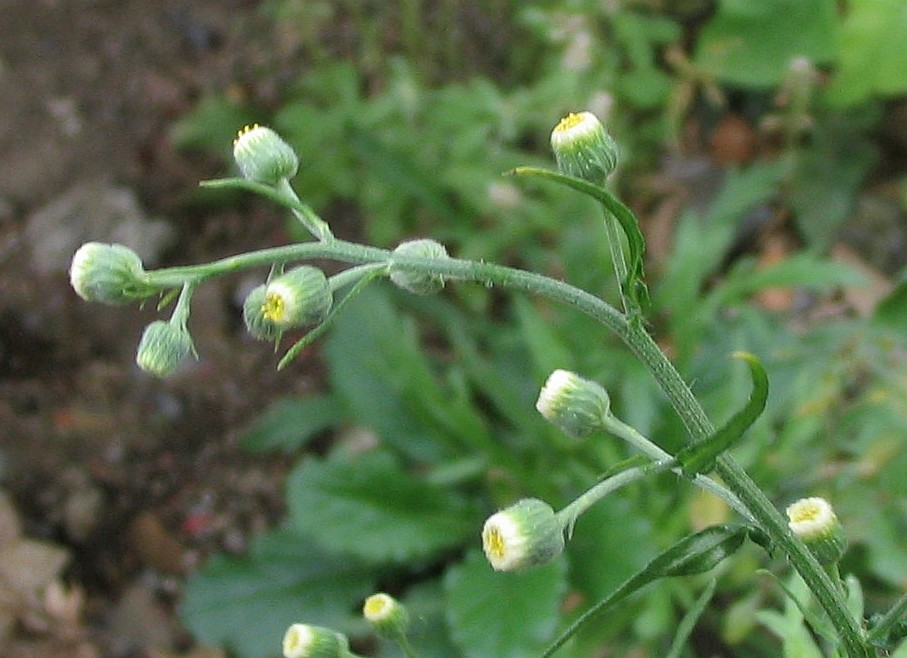
頭花
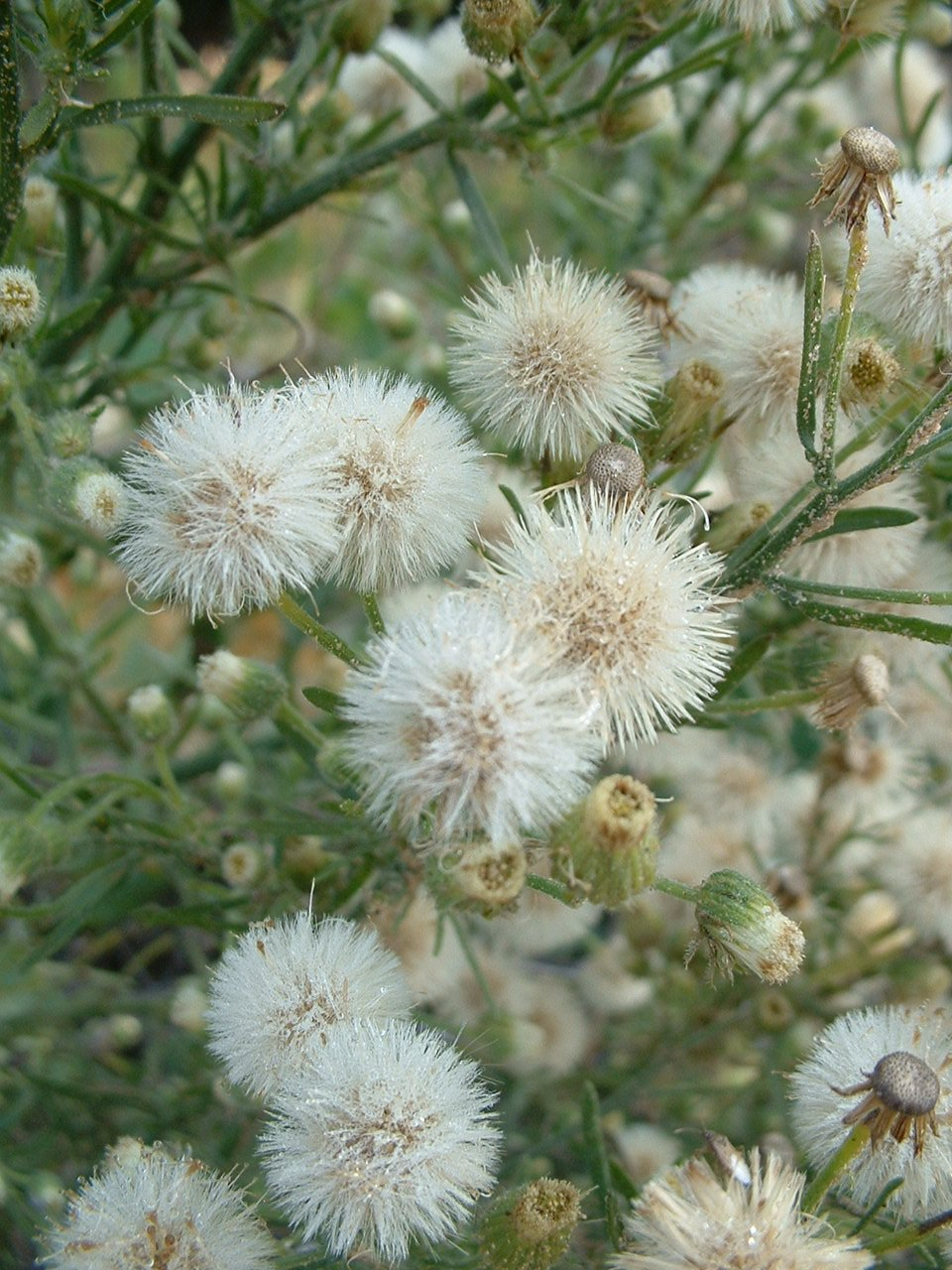
果実

## 分布
南アメリカ原産で、日本では明治中期からの帰化植物。近年では仲間のオオアレチノギクやヒメムカシヨモギに比べ勢力が衰えているという。

## 近縁種
同属のオオアレチノギクに似るが、当種のほうが背が低く横茎を持つこと、頭花の形状がオオアレチノギクは細めの徳利型であることで区別がつく。

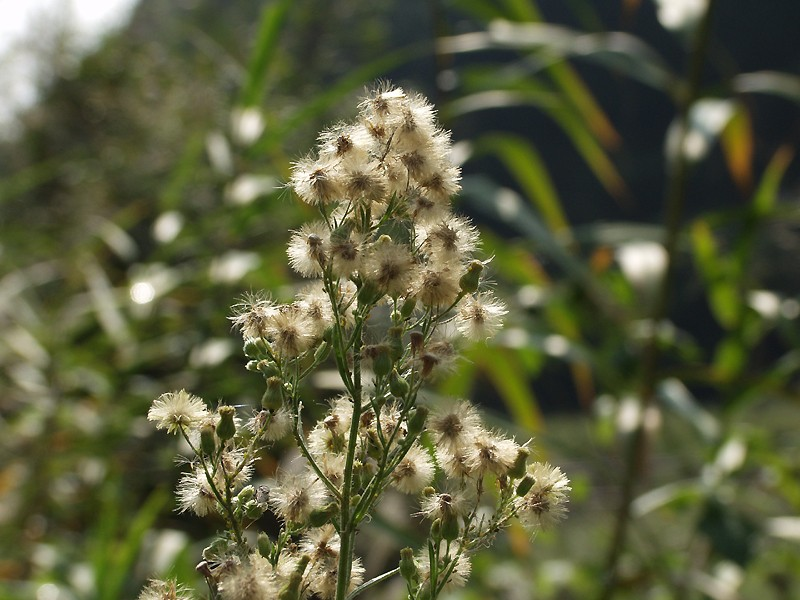
オオアレチノギク